# Kinyongia asheorum
Kinyongia asheorum — вид ігуаноподібних ящірок родини хамелеонових (Chamaeleonidae). Ендемік Кенії.

## Опис
Kinyongia asheorum — хамелеон середнього розміру, довжина якого становить 22 см. з яких 60% припадає на хвіст. На голові у нього є помітний роговий виступ, морда загрострена, на її кінці два роги. Забарвлення рівномірно темно-зелене з кількома білими плямами, гребні коричневі.

## Поширення і екологія
Kinyongia asheorum мешкають на схилах гори Ньїро, розташованої в долині Сугута на півночі Кенії. Вони живуть у вологих гірських тропічних лісах, на висоті від 2000 до 2450 м над рівнем моря. Віддають перевагу великим деревам з густою кроною.

## Збереження
МСОП класифікує стан збереження цього виду як близький до загрозливого. Kinyongia asheorum загрожує знищення природного середовища.